# Opór Plancka
Opór Plancka – pochodna jednostka oporu elektrycznego w naturalnym systemie jednostek, oznaczana jako ZP.
{\displaystyle Z_{P}={\frac {V_{P}}{I_{P}}}={\frac {1}{4\pi \epsilon _{0}c}}={\frac {Z_{0}}{4\pi }}\approx } 29,9792458 Ω
gdzie:
{\displaystyle 4\pi \epsilon _{0}} to czynnik stały z prawa Coulomba,
{\displaystyle c} – prędkość światła w próżni.
Rezystor cechuje się oporem Plancka, jeżeli przepływ prądu o natężeniu Plancka spowoduje powstanie na nim napięcia równego napięciu Plancka.